# Okręty podwodne typu Brumaire
Okręty podwodne typu Brumaire – francuskie oceaniczne okręty podwodne z czasów I wojny światowej i okresu międzywojennego. W latach 1906–1912 w stoczniach Arsenal de Cherbourg, Arsenal de Rochefort i Arsenal de Toulon zbudowano 16 okrętów tego typu. Jednostki weszły w skład Marine nationale w latach 1913–1914. Podczas służby utracono cztery jednostki, a pozostałe zostały skreślone z listy floty w latach 1919–1930.

## Projekt i budowa
Okręty podwodne typu Brumaire zamówione zostały na podstawie programu rozbudowy floty francuskiej z 1906 roku. Jednostki zaprojektował inż. Maxime Laubeuf, lekko modyfikując swój poprzedni projekt (Pluviôse) poprzez zastąpienie napędu parowego licencyjnymi silnikami Diesla MAN, znacznie bardziej niezawodnymi od francuskich modeli.
Spośród szesnastu okrętów typu Brumaire sześć zbudowanych zostało w Arsenale w Cherbourgu, sześć w Arsenale w Tulonie i cztery w Arsenale w Rochefort. Stępki okrętów położono w latach 1906–1907, a zwodowane zostały w latach 1911–1912. Nazwy okrętów nawiązywały do miesięcy we francuskim kalendarzu rewolucyjnym (3 jednostki) oraz wybitnych naukowców i wynalazców (16 jednostek). Okręty otrzymały numery burtowe Q60, Q62-Q63, Q70-Q72, Q78-Q81 i Q83-Q88.
| Okręt               | Stocznia             | Początek budowy | Wodowanie            | Wejście do służby |
| ------------------- | -------------------- | --------------- | -------------------- | ----------------- |
| „Brumaire” (Q60)    | Arsenal de Cherbourg | 1906            | 29 kwietnia 1911     | 1913              |
| „Frimaire” (Q62)    | Arsenal de Cherbourg | 1906            | 26 sierpnia 1911     | 1913              |
| „Nivôse” (Q63)      | Arsenal de Cherbourg | 1906            | 6 stycznia 1912      | 1913              |
| „Foucault” (Q70)    | Arsenal de Cherbourg | 1907            | 15 czerwca 1912      | 1914              |
| „Euler” (Q71)       | Arsenal de Cherbourg | 1907            | 12 października 1912 | 1914              |
| „Franklin” (Q72)    | Arsenal de Cherbourg | 1907            | 22 marca 1912        | 1914              |
| „Faraday” (Q78)     | Arsenal de Rochefort | 1906            | 27 czerwca 1911      | 1913              |
| „Volta” (Q79)       | Arsenal de Rochefort | 1906            | 23 września 1911     | 1913              |
| „Newton” (Q80)      | Arsenal de Rochefort | 1907            | 20 maja 1912         | 1914              |
| „Montgolfier” (Q81) | Arsenal de Rochefort | 1907            | 18 kwietnia 1912     | 1914              |
| „Bernouilli” (Q83)  | Arsenal de Toulon    | 1906            | 1 czerwca 1911       | 1913              |
| „Joule” (Q84)       | Arsenal de Toulon    | 1906            | 7 września 1911      | 1913              |
| „Coulomb” (Q85)     | Arsenal de Toulon    | 1907            | 13 czerwca 1912      | 1914              |
| „Arago” (Q86)       | Arsenal de Toulon    | 1907            | 29 czerwca 1912      | 1914              |
| „Curie” (Q87)       | Arsenal de Toulon    | 1907            | 18 lipca 1912        | 1914              |
| „Le Verrier” (Q88)  | Arsenal de Toulon    | 1907            | 31 października 1912 | 1914              |

## Dane taktyczno–techniczne

Wnętrze okrętu „Montgolfier” (przed 1919 r.)

Okręty typu Brumaire były średniej wielkości oceanicznymi okrętami podwodnymi o konstrukcji dwukadłubowej. Długość całkowita wynosiła 52,1 m, szerokość 5,14 m i zanurzenie 3,1 m. Wyporność w położeniu nawodnym wynosiła 397 ton, a w zanurzeniu 551 ton. Okręty napędzane były na powierzchni przez dwa 6-cylindrowe, czterosuwowe silniki Diesla MAN (wyprodukowane na licencji we Francji) o łącznej mocy 840 koni mechanicznych (KM). Napęd podwodny zapewniały dwa silniki elektryczne o łącznej mocy 660 KM. Dwuśrubowy układ napędowy pozwalał osiągnąć prędkość 13 węzłów na powierzchni i 8,8 węzła w zanurzeniu. Zasięg wynosił 1700 Mm przy prędkości 10 węzłów w położeniu nawodnym oraz 84 Mm przy prędkości 5 węzłów pod wodą. Dopuszczalna głębokość zanurzenia wynosiła 40 m.
Okręty wyposażone były w siedem wyrzutni torped kalibru 450 mm: jedną wewnętrzną na dziobie, cztery zewnętrzne systemu Drzewieckiego oraz dwie zewnętrzne po obu stronach kiosku, z łącznym zapasem 8 torped model 1904. W 1916 roku na okrętach zamontowano działa pokładowe kal. 47 mm M1902 L/50 lub 75 mm M1897 L/35. Załoga pojedynczego okrętu składała się z 29 oficerów, podoficerów i marynarzy.

## Przebieg służby
Okręty typu Brumaire zostały wcielone do służby w Marine nationale w latach 1913–1914. Były intensywnie wykorzystywane podczas wojny, służąc na wodach Morza Śródziemnego. 20 grudnia 1914 roku „Curie” został ostrzelany i zatopiony przez austro-węgierską artylerię podczas forsowania wejścia do bazy morskiej w Poli. Po wydobyciu i wyremontowaniu został wcielony do Kaiserliche und Königliche Kriegsmarine jako U-14. Po zakończeniu wojny powrócił pod banderę francuską i do swojej pierwotnej nazwy. W 1915 roku „Faraday” i „Joule” wzięły udział w kampanii dardanelskiej, co zakończyło się dla tego drugiego tragicznie: 1 maja 1915 roku okręt wszedł na turecką minę i zatonął z całą załogą. 15 września 1916 roku 10 mil od Kotoru „Foucault” został zbombardowany przez dwie austro-węgierskie łodzie latające typu Lohner L (L-132 i L-135). Uszkodzona jednostka została zmuszona do wynurzenia, opuszczona przez załogę (uratowaną następnie przez wodnosamoloty i wezwany przez lotników torpedowiec) i zatonęła.
W 1917 roku rozważano przebudowę sześciu jednostek typu Brumaire na podwodne stawiacze min (tak jak to uczyniono to z dwoma okrętami typu Amphitrite: „Astrée” i „Amarante”), jednak pomysł konwersji porzucono.
Ostatnią utraconą podczas wojny jednostką tego typu stał się „Bernouilli”, który 13 lutego 1918 roku wszedł na austro-węgierską minę nieopodal Durazzo i zatonął z całą załogą. Większość ocalałych okrętów zostało skreślonych z listy floty w latach 1919–1925, zaś prototypowy „Brumaire” w 1930 roku, jako ostatnia jednostka swojego typu.